# 吉沢英樹
吉沢 英樹（よしざわ ひでき）は、日本の物理学者。

## 略歴
長野県岡谷市出身。長野県諏訪清陵高等学校を経て、1976年東京大学工学部物理工学科卒業。1981年同大学大学院理学系研究科物理学専攻博士課程修了。1981年ブルックヘブン国立研究所物理部研究員。1984年東京大学物性研究所中性子回折物性部門助教授。1993年同大学物性研究所附属中性子散乱研究施設助教授。2001年同大学同研究施設教授。2003年同大学物性研究所附属中性子科学研究施設教授。